# 무로쓰촌 (효고현 쓰나군)
무로쓰촌(일본어: 室津村)은 일본 효고현 쓰나군에 설치되었던 촌이다. 현재의 아와지시에 해당한다.